# Раскрепованный ордер

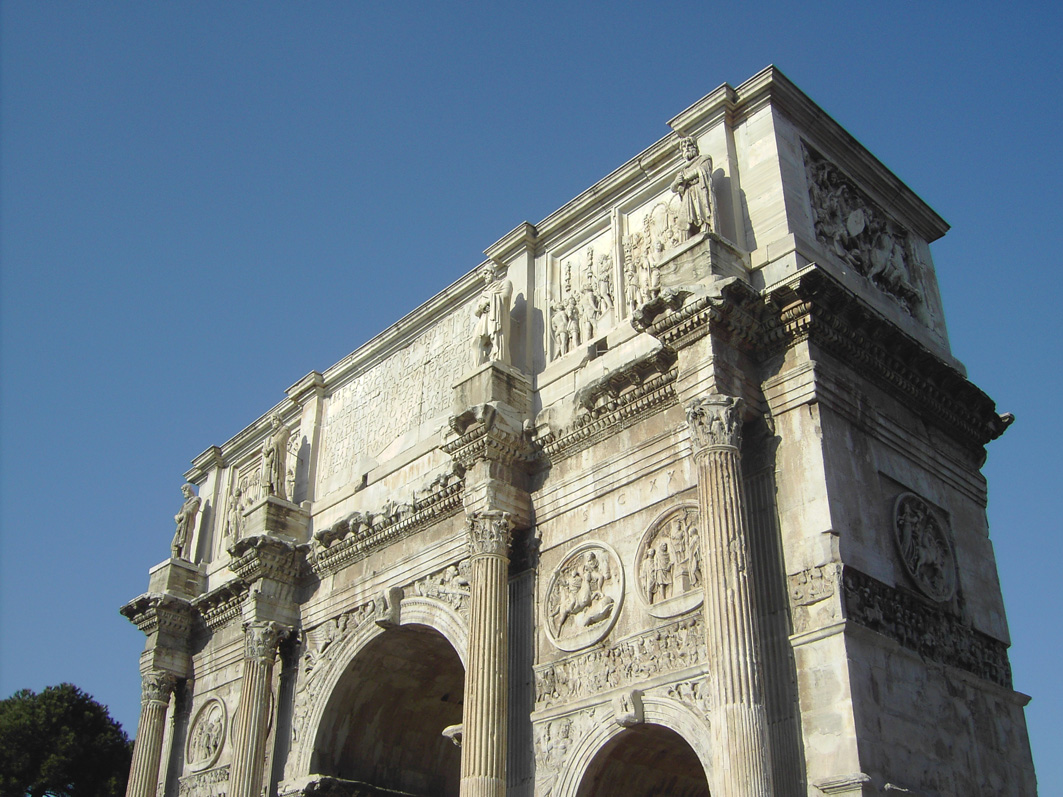
Раскрепованный антаблемент. Арка Константина в Риме

Раскрепованный ордер, раскреповка (от «крепить, укреплять») — способ конструктивного, но чаще зрительного, пластического усиления элементов ордерной композиции здания. Так, вертикальные выступы стены, контрфорсы, несмотря на их важную конструктивную функцию, в композиционном отношении являются элементами раскреповки. Такую же роль могут играть колонны, лопатки, пилястры, пилоны. В архитектуре Древнего Рима в связи с декоративным использованием ордерных элементов (одно из основных отличий древнеримской архитектуры от древнегреческой) сложился приём отступа колонны, поднятой на пьедестал, от плоскости стены. В связи с этим возникала раскреповка — ступенчатый излом подиума внизу и антаблемента (архитрава, фриза и карниза) в верхней части постройки. Римляне называли её крепидулой (от crepidulae с лат. — «башмачок»).
Чередование заглублённых и выступающих частей обогащает пластику стены, придаёт ей напряжённую ритмику. Это обстоятельство объясняет широкое и многообразное использование раскрепованного ордера в постройках стиля барокко. В архитектуре барокко раскрепованный антаблемент, как и разорванный фронтон, сочетается с группированием колонн, собиранием их в пучки на выступающих ризалитах или на углах зданий (приём, характерный для творчества Ф. Б. Растрелли). Всё вместе образует так называемое «волнение стен», зрительное усиление. В итальянской архитектуре такие приёмы называют «форцато» (forzato с итал. — «принудительный, усиленный»).